# مسمومیت با لیتیوم
مسمومیت با لیتیوم (انگلیسی: Lithium toxicity)، زهرناکی لیتیوم که به عنوان مصرف بیش از حد لیتیوم نیز شناخته می‌شود، وضعیتی است که در آن لیتیوم بیش از حد در بدن وجود دارد. علائم ممکن است شامل لرزش، افزایش رفلکس‌ها، مشکل در راه رفتن، مشکلات کلیوی و تغییر سطح هوشیاری باشد. برخی از علائم ممکن است تا یک سال پس از بازگشت سطح لیتیوم به حالت عادی ادامه داشته باشند. عوارض ممکن است شامل سندرم سروتونین باشد.
مسمومیت با لیتیوم می‌تواند به دلیل مصرف بیش از حد یا کاهش دفع ایجاد شود. مصرف بیش از حد ممکن است خودکشی ناموفق یا تصادفی باشد. کاهش دفع ممکن است در نتیجه دهیدراتاسیون مانند استفراغ یا اسهال، رژیم غذایی کم سدیم یا نارسایی کلیه رخ دهد. تشخیص به‌طور کلی بر اساس علائم است و با سطح لیتیوم در سرم خون بیشتر از ۱٫۲ میلی اکی والان در لیتر تأیید می‌شود.
شستشوی معده و سم زدایی روده در صورت انجام زودهنگام ممکن است مفید باشد. زغال فعال (دارو) مؤثر نیست. برای مسمومیت شدید همودیالیز توصیه می‌شود. خطر مرگ به‌طور کلی کم است. مسمومیت حاد به‌طور کلی نتایج بهتری نسبت به مسمومیت مزمن دارد. در ایالات متحده سالانه حدود ۵۰۰۰ مورد به مراکز کنترل مسمومیت گزارش می‌شود. مسمومیت با لیتیوم اولین بار در سال ۱۸۹۸ توصیف شد.

## علائم و نشانه‌ها
علائم مسمومیت با لیتیوم می‌تواند خفیف، متوسط یا شدید باشد.
علائم خفیف شامل حالت تهوع، احساس خستگی و لرزش در سطح ۱٫۵ تا ۲٫۵ میلی اکی والان در لیتر در سرم خون رخ می‌دهد. علائم متوسط شامل گیجی، افزایش ضربان قلب و کاهش تون عضلات در سطح ۲٫۵ تا ۳٫۵ میلی اکی والان در لیتر رخ می‌دهد. علائم شدید شامل کما، تشنج، فشار خون پایین و افزایش دمای بدن است که در غلظت لیتیوم بیشتر از ۳٫۵ میلی اکی والان در لیتر رخ می‌دهد. هنگامی که مصرف بیش از حد لیتیوم باعث نقص عصبی یا مسمومیت قلبی می‌شود، علائم جدی تلقی می‌شوند و می‌توانند کشنده باشند.

### مسمومیت حاد
در مسمومیت حاد، افراد در درجه اول علائم گوارشی مانند استفراغ و اسهال دارند که ممکن است منجر به هیپوولمی شود. در طول مسمومیت حاد، لیتیوم بعداً در سیستم عصبی مرکزی توزیع می‌شود و باعث سرگیجه و سایر علائم عصبی خفیف می‌شود.

### مسمومیت مزمن
در مسمومیت مزمن، افراد در درجه اول علائم عصبی دارند که شامل دودوئَک، لرزش، هیپررفلکسی، آتاکسی و دلیریوم است. در طول مسمومیت مزمن، علائم گوارشی مشاهده شده در مسمومیت حاد کمتر برجسته است. علائم اغلب مبهم و غیر اختصاصی هستند.